# Moving Pictures
A Moving Pictures a kanadai Rush együttes nyolcadik stúdióalbuma (összességében a kilencedik nagylemeze), amely 1981 februárjában jelent meg a Mercury Records kiadásában, és a zenekar mai napig legsikeresebb és legnépszerűbb albuma. Megjelenése után két hónappal platinalemez lett az USA-ban, a következő években pedig több mint négymillió példányban kelt el. Ezen a lemezen találhatóak a Rush legnépszerűbb dalai: a Tom Sawyer, a Limelight, és a Red Barchetta. A lemez YYZ című dalát Grammy-díjra jelölték 1982-ben a "Legjobb instrumentális rock előadás" kategóriában (a díjat végül a The Police vehette át a Behind My Camel daláért).
A Moving Pictures album szerepel az 1001 lemez, amit hallanod kell, mielőtt meghalsz című könyvben. 2020-ban Minden idők 500 legjobb albuma listán 379. helyen szerepelt.

## Történet
A Moving Pictures albumon a Rush tovább vitte a Permanent Waves lemezen megkezdett zenei megújulását, a new wave és a hard rock szintetizátor orientált ötvözését. 1980 július végén kezdődött a munka a torontói Phase One stúdióban, ahol az album készülő dalainak demófelvételeit rögzítették. Első körben a szintén kanadai Max Webster együttes új lemezéhez vették fel közösen a Battlescar című dalt a Rush tagjaival. Viszonzásképpen a Max Webster szövegírója, Pye Dubois felajánlotta, hogy szívesen segít a Rush-nak. Ennek az együttműködésnek az eredménye lett a Rush legnagyobb slágerének számító Tom Sawyer című dal szövege, ami Dubois és Neil Peart közös munkája. Maga a dal egy apró dallamból nőtt ki, amit az énekes/basszusgitáros/billentyűs Geddy Lee az előző turné koncertjein, beálláskor próbálgatott a szintetizátoron.
A lemez dalai közül először a 11 perces The Camera Eye állt össze, majd sorban a Tom Sawyer, a Red Barchetta, az YYZ, és a Limelight. Az instrumentális YYZ címét a Toronto Pearson nemzetközi repülőtér hívójeléről kapta, ennek a morzéje hallható a dal elején és végén. A Red Barchetta szövegét Richard S. Foster "A Nice Morning Drive" című írása inspirálta, a dal címét pedig egy Ferrari 166 MM Barchetta adta. A hatodik dal, ami a Phase One stúdióban kezdett formálódni, habár a végleges változatig rengetegszer átdolgozták, a Witch Hunt volt, melyben a lemezborítót készítő Hugh Syme is játszik szintetizátoron.
Október elején egy rövid turnét bonyolított le az együttes az Egyesült Államok keleti partvidékén, ami során az új dalokat begyakorolták és élőben is kipróbálták. A lemezfelvételre a Permanent Waves albumnál már bevált, a kanadai Morin-Heightsben található, Le Studio-t választották. Az albumot ismét a csapat negyedik tagjának számító Terry Brown producerrel rögzítették. Az egyetlen szám, ami a decemberig tartó lemezfelvétel során született, a később kislemezen is megjelent Vital Signs volt, ami a gépek és az ember szimbiozisát fejtegeti.
A lemez keverését ismét a londoni Trident stúdióban végezték, de technikai problémák sora miatt két hetet csúszott a munka. Az album 1981 február 12-én jelent meg, és az Egyesült Államokban a 3. helyig jutott a poplemezek Billboard-listáján, míg a brit albumlistán a 6. helyet érte el. Megjelenése után két hónappal a Moving Pictures platinalemez lett az USA-ban, a következő években pedig több mint négymillió példányban kelt el. Részben az album 1981-es lemezbemutató turnéján rögzítették a még abban az évben megjelent Exit...Stage Left című koncertlemezük anyagát.
CD-n először 1984-ben jelent meg a Moving Pictures, ám az első széria kisebb hibával került ki, ugyanis a lemeznyitó Tom Sawyer első üteme lemaradt a korongról. A későbbi újranyomásokon kijavították ezt a hibát. 1997-ben a Rush Remasters sorozatban adták ki újra digitálisan feljavított hangzással az albumot, 2011-ben pedig a harmincéves jubileum alkalmából remasterelt sztereó és 5.1-es surround hangzással jelent meg ismét a Moving Pictures.
A 2011-ben rögzített Time Machine 2011: Live in Cleveland című koncertvideón a Moving Pictures album összes dalát előadták más nagy Rush-sláger mellett. A koncertfelvételből Moving Pictures: Live 2011 címmel koncertalbumot is kiadtak, kizárólag a Moving Pictures dalaival.

## Lemezborító
Hugh Syme grafikus a lemez címének kétértelműségével játszott el a borítókép megalkotásakor. A Moving Pictures (magyarul mozgó képek) a köznyelvben a mozifilmet jelenti.
A "mozgó képeket" ábrázoló jelenet Ontario állam törvényhozási épületének hármas boltívű bejárata előtt játszódik, amely Toronto Queen's Park nevű részén áll. Az épület lépcsőjén szállítómunkások mozgatnak három festményt. A bejárathoz legközelebb eső festmény a Rush 2112 című albumáról ismerős meztelen alakot ábrázolja, míg a középső festményen Cassius Marcellus Coolidge híres Pókerező kutyák sorozatának egyik darabja látható. Az egész csattanójaként a lemez hátsó borítóján egy filmes stáb éppen "mozgó képet" készít a jelenetről.

## Az album dalai
|    | Cím                           | Szerző(k)               | Szöveg                 | Hossz |
| -- | ----------------------------- | ----------------------- | ---------------------- | ----- |
| 1. | Tom Sawyer                    | Alex Lifeson, Geddy Lee | Neil Peart, Pye Dubois | 4:33  |
| 2. | Red Barchetta                 | Lifeson, Lee            | Peart                  | 6:06  |
| 3. | YYZ                           | Lee, Peart              | Peart                  | 4:24  |
| 4. | Limelight                     | Lifeson, Lee            | Peart                  | 4:19  |
| 5. | The Camera Eye                | Lifeson, Lee            | Peart                  | 10:56 |
| 6. | Witch Hunt (Part III of Fear) | Lifeson, Lee            | Peart                  | 4:43  |
| 7. | Vital Signs                   | Lifeson, Lee            | Peart                  | 4:43  |

## Közreműködők
- Geddy Lee – ének, basszusgitár, Mini Moog, Oberheim polifonikus szintetizátor, OB-X, Moog Taurus pedálszintetizátor
- Alex Lifeson – 6 és 12-húros elektromos gitár, ill. akusztikus gitár, Moog Taurus pedálszintetizátor
- Neil Peart – dobok, timbales, xilofon, harangjáték, szélcsengő, harangfa, triangulum, crotales, kolomp,
- Hugh Syme - szintetizátor a Witch Hunt című dalban